# 折反射望远镜

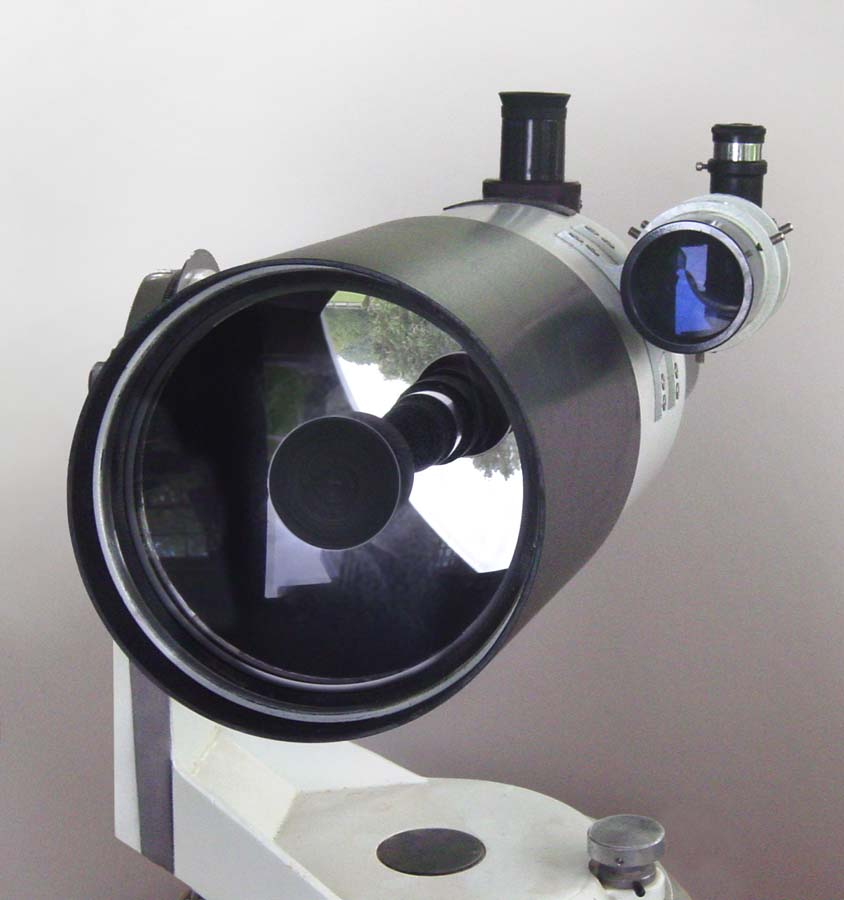
一架150mm 口徑的 折反射望遠鏡(馬克蘇托夫式)。

反射折射這個名詞在光學系統中的意思就是既有透鏡也有面鏡的系統。反射折射的光學系統常用在望遠鏡和照相機使用的質輕、長焦透鏡。
通常的设计是利用特殊形状的透镜来修正反射镜的像差。反射望远镜镜系统的物镜虽然没有色差，但球面反射镜存在球面像差，而且焦距越长的球面反射镜对加工精度要求越高。非球面的抛物面反射镜虽然在光轴中心不存在像差，但在光轴以外存在球差和彗差，而且加工难度大，成本也高。折反射望远镜就是针对反射系统的这些缺点，而试图利用透镜折射系统的优点来补偿。
目前世界上常见的折反射望远镜类型有两种，施密特式和马克苏托夫式。

## 折反射望遠鏡
折反射望遠鏡的設計結合了形狀特別的面鏡和透鏡，允許非常快速的焦比（當使用主焦點時），並且有效抑制了彗形像差和散像性。
望遠鏡製造者基於下列的任何一個或所有的原因，會使用反射折射的設計：
- 它們使用更加容易製造的球面。
- 當配置長焦距的卡格林式裝置時，需要摺疊光路以收納入較小的包裝內。
- 反射折射的設計能降低維護成本和提高堅固性，因為一些或所有的元件都能被固定和校準（準直）妥當。
- 配合可以移動的主鏡和允許有大移動量的卡塞格林焦平面，以裝載照相機和CCD。
- 修正板並封閉鏡筒以隔絕塵埃和沙土，也可以攔阻鏡筒內部的氣流，進而增加影像的穩定性。

這種設計的缺點是次鏡(第二反射鏡)會阻攔部分進入鏡筒的光線。

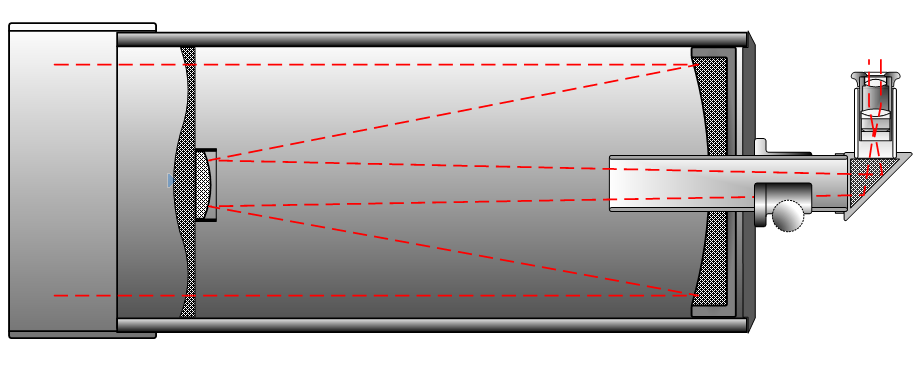
施密特-卡塞格林望遠鏡的光路圖。

### 施密特-卡塞格林式
施密特-卡塞格林望遠鏡是在1931年由德国光学家施密特发明的優秀廣視野望遠鏡。在鏡筒最前端的光學元件是施密特修正板，這塊板是經過研磨接近平行的非球面薄透鏡，可以確實的改正與消除主鏡造成的球面像差。
自從1960年代，Celestron介紹了這一型的望遠鏡之後，數以萬計的業餘天文學家已經購買和使用過施密特-卡塞格林望遠鏡，直徑從20公分(8英吋)到48公分(16英吋)都有。現在許多公司大量生產這一型的望遠鏡，使價格下降至一般業餘天文學家都付擔得起。施密特-卡塞格林式的主要好處是它的光路經過摺疊之後使鏡筒可以縮成很短而矮胖，因而增加了可攜帶性，在觀察行星和深空天體時的光學性能也都很好。

### 馬克蘇托夫-卡塞格林式

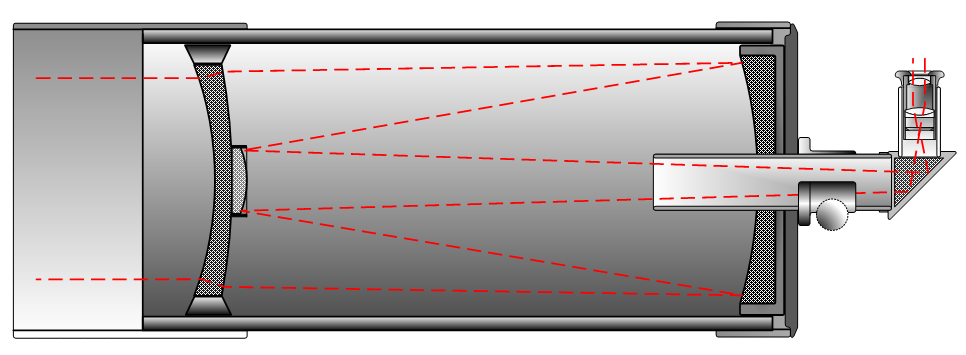
馬克蘇托夫-卡塞格林式的光路圖。

馬克蘇托夫-卡塞格林式是在1940年由蘇聯光學家德密特利·馬克蘇托夫發明的馬克蘇托夫望遠鏡的改良型。馬克蘇托夫式的機械部分比卡塞格林式簡單，並且有封閉的鏡筒和全部都是球面鏡的光學系統。與相似的施密特式最關鍵的不同的是彎月型的修正板也設計成容易磨製的球面透鏡，而不是施密特式的非球面透鏡設計。因為焦距比較長，因此馬克蘇托夫式的視野比施密特-卡塞格林式的狹窄，一般也比較重；但是較小的次鏡使他的解析力比施密特-卡塞格林式好。

## 攝影的反射折射鏡頭

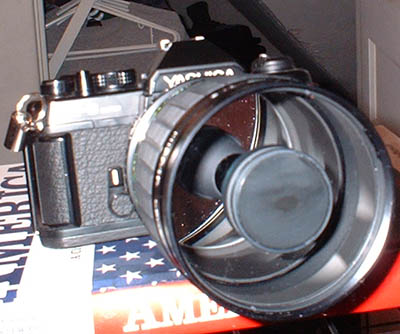
安裝在Yashica FX-3上的500mm折反射鏡頭。

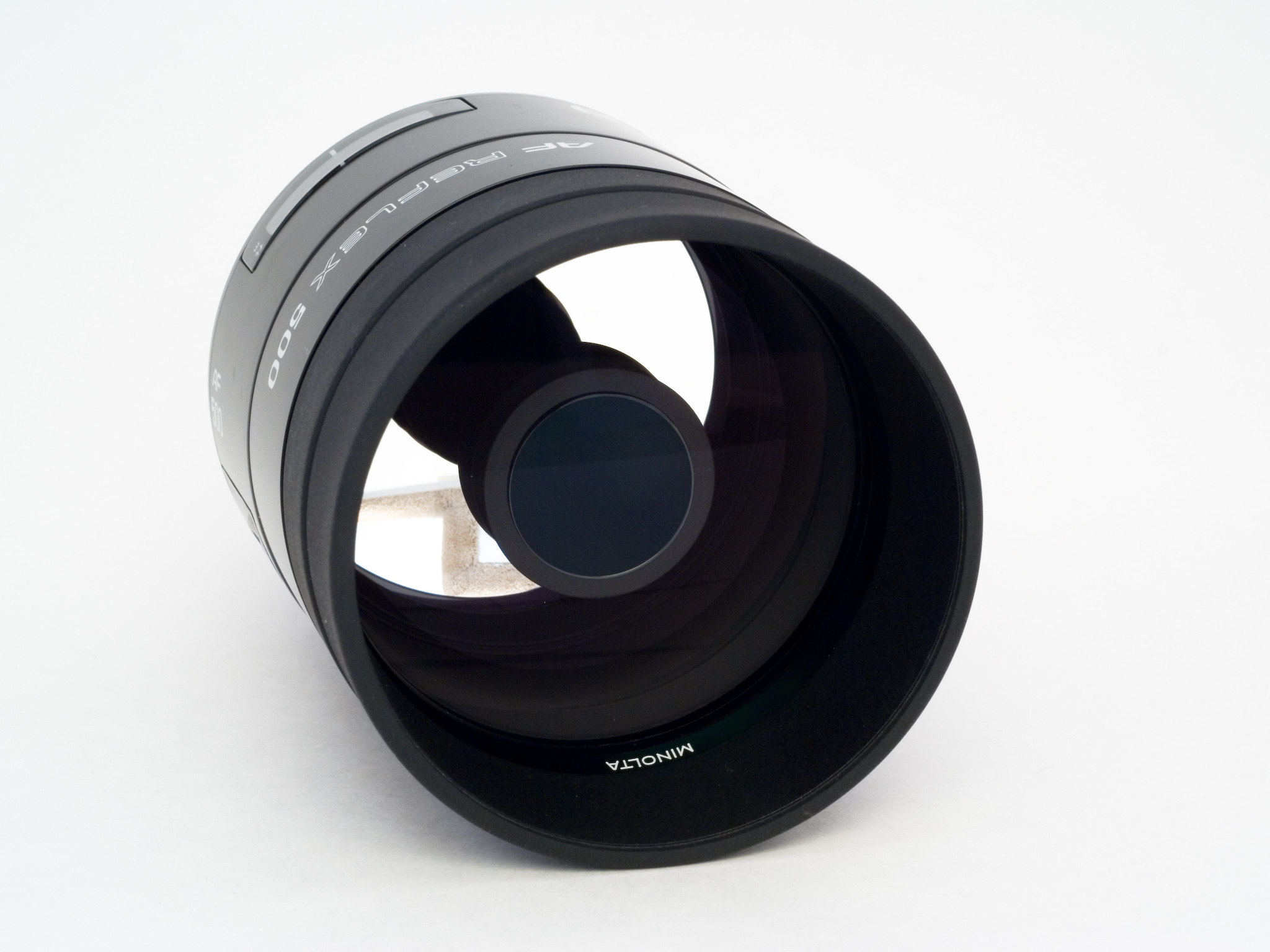
美能達500mm f/8 反射鏡頭

攝影的反射折射鏡頭在設計上類似天文用的，使用的原因也相同（修改以容納攝影新增的用途）。為了避免折射反射"面鏡透鏡"因內外的溫差導致內部的氣流擾動，內部的空間充滿了玻璃（也稱為"固化"）。同樣焦段的反射折射鏡頭與一般折射鏡頭相比，重量較輕、體積較小，但大多數為固定大小的光圈而無法調整。

## 外部連結
- http://www.telescope-optics.net/catadioptric.htm （页面存档备份，存于）
- http://olympuszuiko.wordpress.com/2007/02/24/learning-to-love-your-mirror-lens/ （页面存档备份，存于） -